# Cryptogeobius
Genre
Synonymes
- Pirahya Roewer, 1949
- Phalangodellopsis Soares & Soares, 1954

Cryptogeobius est un genre d'opilions laniatores de la famille des Cryptogeobiidae.

## Distribution
Les espèces de ce genre sont endémiques de l'État de Rio de Janeiro au Brésil.

## Liste des espèces
Selon World Catalogue of Opiliones (13/08/2021) :
- Cryptogeobius clavitibialis (Roewer, 1949)
- Cryptogeobius crassipes Mello-Leitão, 1935

## Publication originale
- Mello-Leitão, 1935 : « Alguns novos opiliões do Estado de S. Paulo e do Distrito Federal. » Archivos do Museu Nacional do Rio de Janeiro, vol. 36, no 1, p. 9–37.